# Olympische Sommerspiele 2012/Teilnehmer (Tonga)
| Gelbes Symbol für Goldmedaillen mit stilisierten Olympischen Ringen | Graues Symbol für Silbermedaillen mit stilisierten Olympischen Ringen | Braundes Symbol für Bronzemedaillen mit stilisierten Olympischen Ringen |
| ------------------------------------------------------------------- | --------------------------------------------------------------------- | ----------------------------------------------------------------------- |
| —                                                                   | —                                                                     | —                                                                       |

Tonga nahm in London an den Olympischen Spielen 2012 teil. Es war die insgesamt achte Teilnahme an Olympischen Sommerspielen. Die Tonga Sports Association and National Olympic Committee nominierte drei Athleten in zwei Sportarten.
Fahnenträger bei der Eröffnungsfeier war der Schwimmer Amini Fonua.

## Teilnehmer nach Sportart

### Leichtathletik
Laufen und Gehen
| Athleten        | Wettbewerb | Vorlauf | Vorlauf | Halbfinale    | Halbfinale    | Finale        | Finale        | Rang |
| Athleten        | Wettbewerb | Zeit    | Rang    | Zeit          | Rang          | Zeit          | Rang          | Rang |
| --------------- | ---------- | ------- | ------- | ------------- | ------------- | ------------- | ------------- | ---- |
| Männer          |            |         |         |               |               |               |               |      |
| Joseph Andy Lui | 100 m      | 11,17 s | 4       | ausgeschieden | ausgeschieden | ausgeschieden | ausgeschieden | 19   |

Springen und Werfen
| Athleten      | Wettbewerb  | Qualifikation | Qualifikation | Finale        | Finale        | Rang |
| Athleten      | Wettbewerb  | Weite/Höhe    | Rang          | Weite/Höhe    | Rang          | Rang |
| ------------- | ----------- | ------------- | ------------- | ------------- | ------------- | ---- |
| Frauen        |             |               |               |               |               |      |
| ʻAna Poʻuhila | Kugelstoßen | 15,80 m       | 14            | ausgeschieden | ausgeschieden | 30   |

### Schwimmen
| Athleten    | Wettbewerb  | Vorlauf     | Vorlauf | Halbfinale    | Halbfinale    | Finale        | Finale        | Rang |
| Athleten    | Wettbewerb  | Zeit        | Rang    | Zeit          | Rang          | Zeit          | Rang          | Rang |
| ----------- | ----------- | ----------- | ------- | ------------- | ------------- | ------------- | ------------- | ---- |
| Männer      |             |             |         |               |               |               |               |      |
| Amini Fonua | 100 m Brust | 1:03,64 min | 1       | ausgeschieden | ausgeschieden | ausgeschieden | ausgeschieden | 41   |